# Alopurinol
Alopurinolul este un medicament, analog structural al hipoxantinei, ce inhibă formarea acidului uric (din grupul inhibitorilor de acid uric), folosit mai ales în tratamentul gutei.
Împiedică formarea acidului uric prin inhibarea xantinoxidazei, o enzimă care catalizează conversia hipoxantinei în xantină și a acesteia din urmă în acid uric, produsul final al metabolismului purinei în organism.
Ca urmare, diminuează uricemia (creșterea nivelului de acid uric în sânge) și uricozuria  (eliminarea acidului uric prin urină) în guta cronică, litiaza urică, hiperuricemiile din boli hematologice canceroase.
Alopurinolul este indicat în tratamentul gutei, hiperuricemiei primare, în profilaxia și tratamentul hiperuricemiei secundare asociată cu afecțiuni hematologice la bolnavii cu leucemie, limfoame sau alte boli canceroase aflați sub tratament cu citostatice sau sub radioterapie, în profilaxia și tratamentul nefropatiei primare a acidului uric, cu sau fără simptome de gută, în profilaxia și tratamentul urolitiazei și al formării de calculi de oxalat de calciu, asociate cu hiperuricozurie, în sindrom Lesch-Nyhan.
Alopurinolul este folosit mai ales în tratamentul gutei asociate cu insuficiența renală sau dacă medicamentele uricozurice sunt ineficiente sau nu sunt bine tolerate de organism.
Tratamentul cu alopurinol nu trebuie inițiat în timpul unui atac de gută deoarece poate precipita apariția de noi atacuri.
Tratamentul cu doze reduse, mărite treptat, trebuie să înceapă la un interval de una sau două săptămâni după criza de gută.
Tratamentul cu alopurinol nu trebuie întrerupt brusc, dacă aceasta durează de mai mult timp.
Printre efectele secundare se numără: tulburări gastrointestinale (greață și vomă, foarte rar hematemeză și steatoree), febră, reacții cutanate (erupții pruriginoase, maculopapulare, uneori cu aspect solzos, alteori înroșit, rar ca exfolieri), alopecie, limfadenopatie, rareori disfuncții renale și hepatice (creșterea concentrațiilor plasmatice ale fosfatazei alcaline și transaminazelor).
În România alopurinolul se comercializează sub formă de comprimate de 100 mg și 300 mg sub denumirile comerciale Alopurinol Arena, Alopurinol Sandoz, Milurit.